# 19521 Kaos
19521 Kaos, klasični objekt Kuiperovog pojasa, vjerojatno patuljasti planet. Otkrio ga je tim Deep Ecliptic Surveya 19. studenog 1998. iz zvjezdarnice Kitt Peak. Nazvan je po mitološkom Kaosu.